# 洪武大移民
洪武大移民又称明初大移民，为明太祖初年官方组织的一系列大规模人口移民，主要迁入地为华北平原和江淮之间，包括今河南、河北两省，山东西部以及江苏、安徽、湖北三省中北部；主要迁出地包括江西省、山西省、江苏省南部苏州地区。

## 背景
经过金元之交和元末几次大型战争的反复破坏，华北大部、四川以及江淮地区人烟极度稀少。1381年（洪武十四年），明朝总人口5947万人，南方各省占全国人口总数的75%，北方各省占全国人口总数的25%，南北比例颇为悬殊。而在南方各省中，人口又高度集中在东南地区的浙江、直隶（今江苏、安徽）、江西三省，三省人口即占全国人口总数的50%（浙江1055万人，直隶1024万人，江西898万人），同期湖广（今湖北、湖南）也只有459万人，福建384万人，广东317万人，而四川仅有146.4万人，广西146.3万人。同样在北方各省中，人口也是高度集中在山西和山东东部（山西人口403万人，山东519万人），两省人口即占北方人口的60%，而河南人口为189.1万人，河北人口仅有189.3万人，陕西（含今甘肃、宁夏及青海西宁地区）人口215万人。

## 江淮地区
元末扬州城破时，“居民仅余十八家”，而淮安城仅存七家。而江南地区经济发达，人口稠密，并且曾支持朱元璋的劲敌张士诚。因此朱元璋对苏州等地居民采取移民措施，将其大量人口迁移至淮安、扬州、盐城、泰州、凤阳。不僅是出於政治的報復，也是使得淮、扬等地能得到經濟上的充裕。
洪武初，朱元璋迁江南民十四万户于明朝中都凤阳。

## 湖北黃孝地區
宋金戰爭时，鄂东、鄂北为宋金分界线的南侧，傷亡极大。宋元戰爭、元末民變在鄂东、鄂北亦造成極大傷亡。在这种背景下，元末明初洪武大移民是對黄孝地区的人口重組式移民，徹底改變人口與語言構成。
在元代及洪武年间迁入黄州府（治今黄冈市）的氏族中，江西移民是最重要的部分。其中饶州、南昌和九江移民数量相当。在明初洪武移民以前，历代也有零星的移民，这些移民相对于明初新移民来说，已经成为新土著。扣除元末及洪武年间由本区迁入的土著，元末及洪武年间从外地迁入的移民大约占全部人口的62%左右，是一个“人口重建式的移民区江西移民是这些移民来源中最重要的部分，其中尤以来自饒州、南昌等赣北地区的移民数量最多。
德安府地处鄂北，历次战争使这一地区人口消耗极大。《明史·地理志》记载洪武初年德安府降为州，从属于黄州或武昌府，而德安辖区仅有云梦县未被省废，直到洪武十三年德安府才复为府，其所辖各县才复置。由此可见，“洪武初年，德安府的大部分州县已不存在，其原因就在于人口过于稀少”。这一地区“几乎是一个无人区，偌大一个地区，土著人口不足两万”。
德安府在明初接收的移民主要来自两个方向，其一是来自东部毗邻的黄州府麻城、黄冈等地；另一项大宗移民则来自江西饶州、南昌等地。“来自江西及附近黄州府的移民大批迁入，才使得在洪武二十六年的人口版图上，每平方公里约有5人，外来的人口占到总人口的80%”。德安府接收移民的层次也是比较复杂的。“由于麻城县的所谓土著中有一大批是宋代从江西迁来的老移民，他们的人口比老土著还要多，相对于洪武移民来说，他们也是土著居民，我们称其为新土著。当洪武年间麻城人向德安府迁移时，就会有一大批这样的人口夹杂其中，可以说他们就是迁往德安府的麻城人的主体部分”。可以看到，德安府接收的移民其实应该分为三个层次，一个是黄州府的老土著，一个是宋代迁往黄州府的新土著，还有一批则是从江西直接迁入的居民。至于这三类移民的人数，据考察来自麻城的移民应该比“江西移民稍多”。可见，德安府明初接收来自黄州府的移民与江西移民势均力敌，或者黄州府移民的势力略大于江西移民。